# ラヴォアジエ (クレーター)
ラヴォアジエ（Lavoisier）は、月の嵐の大洋付近に存在するクレーター。名称の由来は質量保存の法則を発見し「近代科学の父」として名高いフランスの化学者アントワーヌ・ラヴォアジエである。
なお、このクレーターの南西にはドイツ出身の科学者ヴェルナー・フォン・ブラウンが由来のフォン・ブラウン (クレーター)があり、南東にはドイツ出身の化学者ロベルト・ブンゼンが由来のブンゼン (クレーター)がある。